# غونزالو سانشيز دي لوسادا
غونزالو سانشيز دي لوسادا (بالإسبانية: Gonzalo Sánchez de Lozada y Sánchez Bustamante)‏ (و. 1930 – م) هو سياسي، وعالم اقتصاد، ورائد أعمال من بوليفيا ولد في لاباز.
تولى منصب رئيس بوليفيا (2002-08-06–2003-10-17) .وهو عضو في الحركة القومية الثورية .

## التعليم
تعلم في جامعة شيكاغو.